# Robert T. Paine
Prof. Dr. Robert T. Paine (13 de abril de 1933 – 13 de junio de 2016) fue zoólogo y profesor emérito estadounidense, de la Universidad de Washington, quien acuñó el concepto de Especie clave como medio de explicar las relaciones entre Pisaster ochraceus, una especie de Asteroidea, y Mytilus californianus, una especie de mejillón.
En su clásico artículo de 1966, el Dr. Robert Paine describió como un sistema en la bahía Makah, en el Estado de Washington.
Esto llevó a su artículo en 1969, proponiendo el concepto de especie clave.
Posee un PhD.

## Algunas publicaciones
- robert t. Paine. 1969a. Calorific values of benthic marine algae and their postulated relation to invertebrate food preference. Edición reimpresa. 8 pp.

- --------------------. 1969b. The effects of grazing by sea urchins, Strongylocentrotus spp., on benthic algal populations. Edición reimpresa. 10 pp.

### Libros
- anne wertheim Rosenfeld, robert t. Paine. 2002. The intertidal wilderness: a photographic journey through Pacific Coast tidepools. Edición revisada, ilustrada de University of California Press, 174 pp. ISBN 0-520-21705-5 algunas pp. en línea

- robert t. Paine, otto Kinne, tom Fenchel. 1994. Marine rocky shores and community ecology: an experimentalist's perspective. Volumen 4 de Excellence in ecology. Editor Ecology Institute, 152 pp.

## Honores
- 2002: Premio Sewall Wright

## Experimento de la estrella de mar
Robert T. Paine extrajo del mar una estrella de mar. La estrella era ese animal comúnmente conocido como "malo", el depredador. Esto debido a que se comía una especie de mejillón que habitaba en el mismo lugar que la estrella. Se creía que al quitar a la especie depredadora, entonces el mejillón lograría ser más abundante. Efectivamente eso fue lo que ocurrió. Sin embargo, al reproducirse en mayor cantidad, el mejillón comenzó a desplazar a otras especies más pequeñas. El motivo es que el mejillón era más apto que las otras especies pequeñas haciendo que la comunidad se quedara sin suficiente alimento para mantener a todos los mejillones y a las otras especies. Con esto se concluye que el depredador en un ecosistema es el que permite la diversidad de éste.

## Abreviatura (zoología)
La abreviatura Paine  se emplea para indicar a Robert T. Paine como autoridad en la descripción y taxonomía en zoología.

## Fuente
- Esta obra contiene una traducción  derivada de «Robert T. Paine (zoologist)» de Wikipedia en inglés, publicada por sus editores bajo la Licencia de documentación libre de GNU y la Licencia Creative Commons Atribución-CompartirIgual 4.0 Internacional.